# Pleurothallis pelex
Pleurothallis pelex är en orkidéart som beskrevs av Carlyle August Luer. Pleurothallis pelex ingår i släktet Pleurothallis och familjen orkidéer. Inga underarter finns listade i Catalogue of Life.